# Tagraxofusp
Tagraxofusp, es vendido bajo la marca Elzonris, y es un medicamento anticancerígeno que se utiliza para tratar la neoplasia de células dendríticas plasmocitoides blásticas.  Este medicamento se administra mediante inyección gradual en una vena.  Los antihistamínicos y los esteroides se utilizan para disminuir el riesgo de reacciones alérgicas. 
Los efectos secundarios de este medicamento incluyen niveles bajos de albúmina, problemas hepáticos, niveles bajos de plaquetas, náuseas, cansancio y fiebre;  otros efectos secundarios graves pueden incluir el síndrome de fuga capilar .  Tagraxofusp es una proteína de fusión formada por interleucina 3  fusionada a la toxina de la difteria .  La IL-3 se adhiere a las células BPDCN, provocando su muerte. 
Este medicamento fue aprobado para uso médico en los Estados Unidos en 2018 y en Europa en 2021.   En Estados Unidos cuesta alrededor de 29.000 dólares por 1000 ug a partir del 2021. 